# Fulguroterium
Fulguroterium (Fulgurotherium) − wymarły gad z rzędu dinozaurów ptasiomiednicznych, żyjący we wczesnej kredzie, około 130 milionów lat temu na terenie dzisiejszej Australii. Jego nazwa oznacza "zwierzę gromu" Zdaniem wielu badaczy fulguroterium jest w rzeczywistości chimerą złożoną ze szczątków kilku hypsilofodontów.

## Wielkość
Fulguroterium osiągało 2 m długości i około 1 m wysokości. Ważyło około 15 kg.

## Filogeneza
Gatunek bardzo podobny do blisko spokrewnionego z nim hipsylofodona. Początkowo szczątki fulguroterium uznano za skamieniałości teropoda, a nie niewielkiego ornitopoda.

## Behawior i etologia
Niewielki dinozaur roślinożerny, być może prowadzący stadny tryb życia. Fulguroterium żyło w czasach, kiedy Australia była połączona z Antarktydą. Zapewne było gatunkiem dobrze znoszącym niskie temperatury, bądź wędrownym, migrującym na północ, uciekając przed nocą polarną.